# Smilno
Smilno é um município da Eslováquia, situado no distrito de Bardejov, na região de Prešov. Tem 13,8 km² de área e sua população em 2018 foi estimada em 702 habitantes.

## Demografia
| Ano:        | 1994 | 2004   | 2014   | 2024   |
| ----------- | ---- | ------ | ------ | ------ |
| Broj ljudi: | 725  | 713    | 706    | 691    |
| Razlika:    |      | -1,65% | -0,98% | -2,12% |

| Ano:               | 2023 | 2024   |
| ------------------ | ---- | ------ |
| Número de pessoas: | 689  | 691    |
| Diferença:         |      | +0,29% |